# Сушеницевые
Сушеницевые (лат. Gnaphalieae) — триба цветковых растений семейства Сложноцветные (Asteraceae). Наиболее тесно связана с трибами Пупавковые (Anthemideae), Астровые (Astereae) и Календуловые (Calenduleae).

## Описание
Эта группа наиболее разнообразна в Южной Америке, Южной Африке и Австралии. Есть только несколько родов с видами, обитающими в регионах с умеренным климатом: Анафалис (Anaphalis), Кошачья лапка (Antennaria), Гамохета (Gamochaeta), Цмин (Helichrysum), Эдельвейс (Leontopodium), Фагналон (Phagnalon), Диаперия (Diaperia) и Лжесушеница (Pseudognaphalium).
Центрами биоразнообразия являются Капская область и Австралия. Некоторые виды являются неофитами во многих странах мира.
Наибольшее разнообразие видов встречается в Южной Африке: 174 рода, 80 из которых уникальны для Южной Африки, всего 2072 вида. В Австралии насчитывается около 84 родов, из которых 28 монотипных и только десять с более чем десятью видами, всего около 475 видов. В Южной Америке встречается от 19 до 20 родов около 111 видов. Также в Северной Америке насчитывается 19 родов, насчитывающих около 111 видов. Подтрибы Relhaniinae существуют только в Африке и включают около 19 родов. В Пакистане около двенадцати родов и около 45 видов. В евразийской части северного полушария встречается всего несколько родов, например Antennaria, Leontopodium и Gnaphalium.
Классификация трибы на подтрибы неясна, поскольку ряд прошлых классификаций не подтверждается свидетельствами конца XX века.

### Мофология

#### Внешний вид и листва

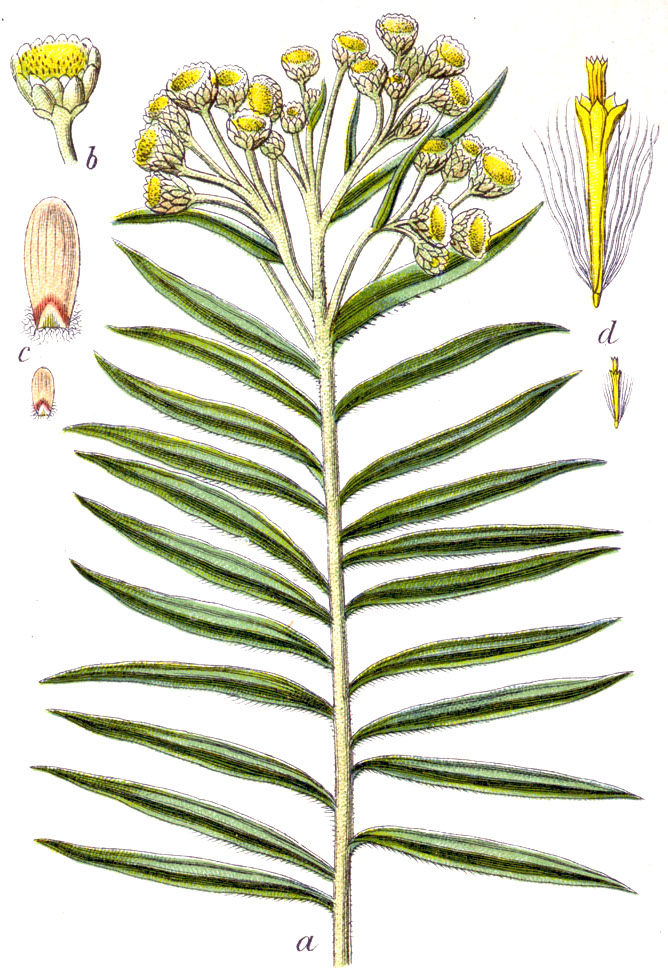
Ботаническая иллюстрация Анафалис жемчужный|анафалиса жемчужного (Anaphalis margaritacea) Якоба Штурма из книги Deutschlands Flora in Abbildungen, 1796

Встречаются однолетние и многолетние травянистые растения или древесные растения: полукустарники и кустарники. Однолетние виды более или менее опушены и часто достигают высоты всего от 1 до 10 сантиметров.
Прикорневые листья расположены в розетках или на стебле, чаще всего очередные, реже супротивые, листья черешковые или сидячие, обычно простые. Основание черешков часто спускается вниз по стеблю. Края листьев обычно гладкие или реже зазубренные. Листья часто мохнатые или опушенные войлочно-опушенные.

#### Цветки
Соцветия — корзинки, редко одиночные, обычно собраны в кистевые, зонтиковидные или метельчатые cложные рацемозные соцветия. Корзинки обычно имеют дисковидную форму. От одного до двух или от двенадцати до более чем тридцати более или менее различных по форме и размеру прицветников обычно располагаются в три-более чем десяти рядах вместе, они редко отсутствуют. Прицветники часто опушенные, белые или ярко окрашенные (жёлтые, розовые или фиолетовые), а их края и / или кончики обычно отчетливо бумажные. Цветоложе от плоского до выпуклого в основном безволосое.
Чашевидное соцветие редко содержит язычковые цветки, а обычно только трубчатые. Только в редких случаях женские, более или менее зигоморфные цветки на краю цветочной корзинки интерпретируются как язычковые соцветия.. Обычно на краю головки цветка имеется от одного до более трех рядов в основном женских, часто более 100 трубчатых соцветий, которые в основном от жёлтого или пурпурного до беловатого цвета. Редко от одного до десяти, обычно больше дисковых соцветий, в основном радиально симметричные трубчатые соцветия, которые являются гермафродитами или функционально мужскими и фертильными с обычно четырьмя, редко пятью лопастями венчика. Пыльники обычно более или менее хвостатые у основания и имеют придатки. На стилете обычно не видно придатков.

#### Плоды
Все семянки соплодия обычно одинаковы; они яйцевидные или обратнояйцевидные, гладкие, опушенные или папиллозные, обычно с двумя, тремя или пятью ребрами. В этой трибе обычно есть паппус, состоящий в основном из бородатых или редко перистых щетинок или чешуек, иногда из комбинации щетинок и чешуек.

## Рода

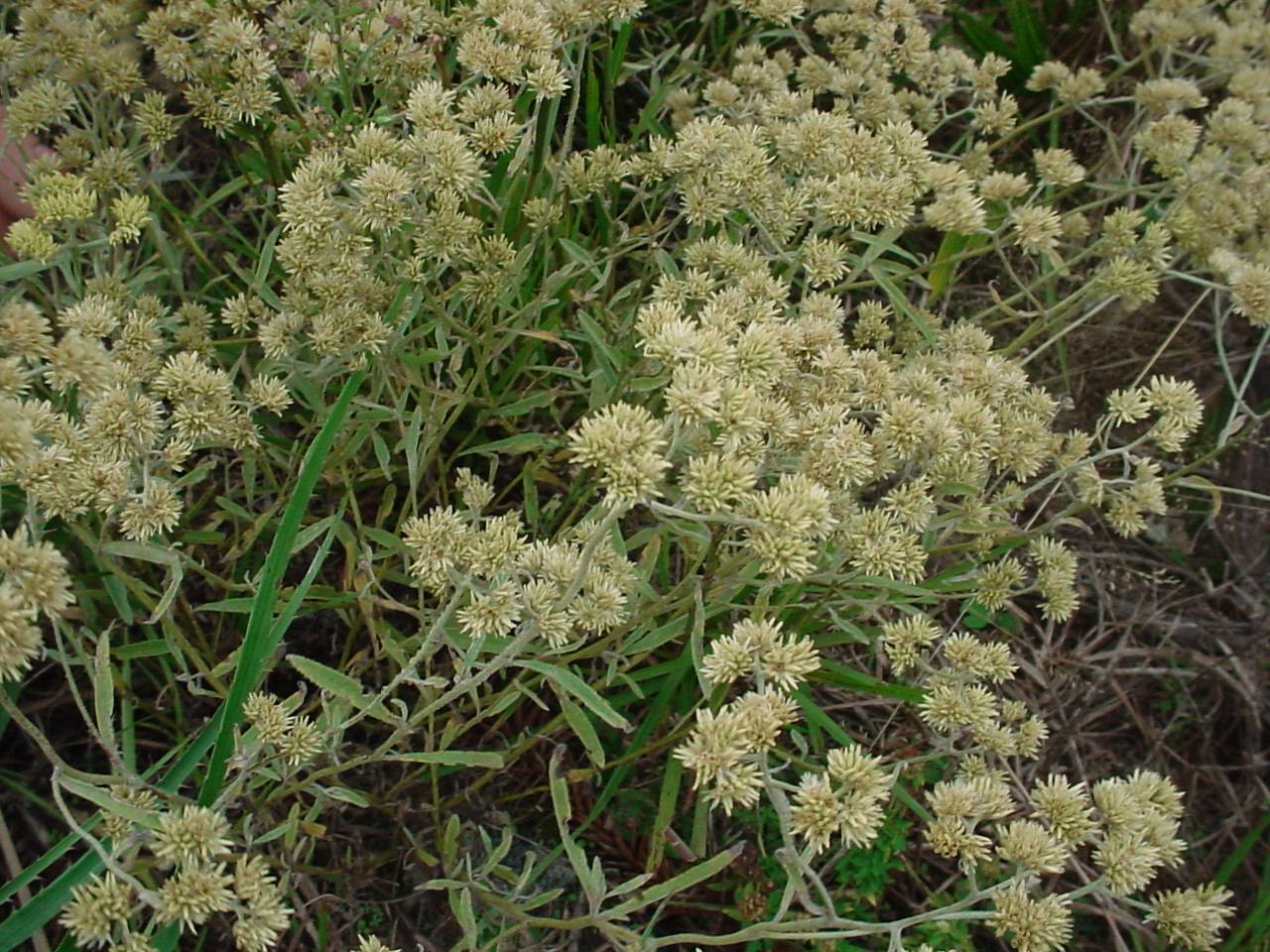
Achyrocline satureioides

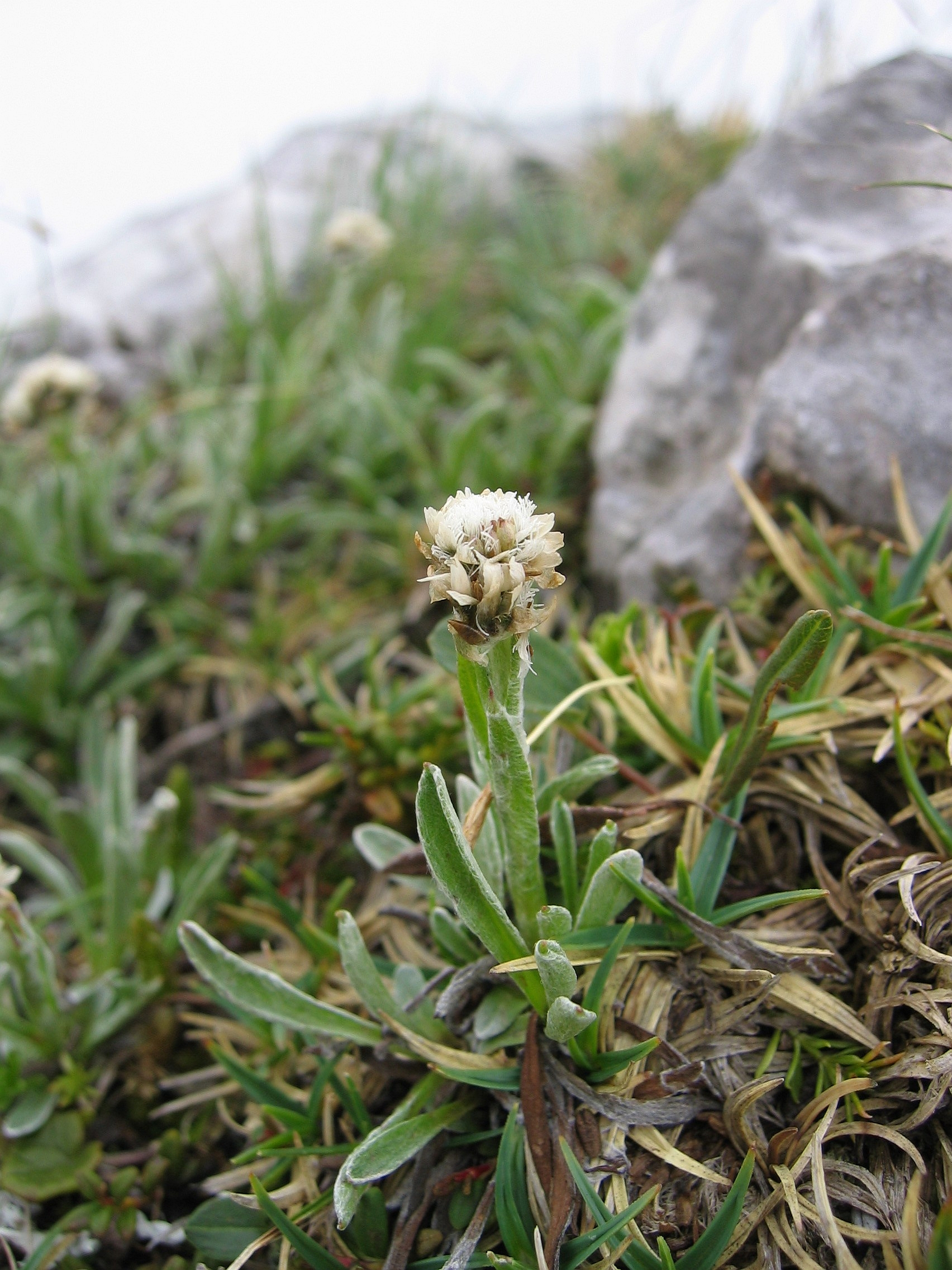
Antennaria carpatica

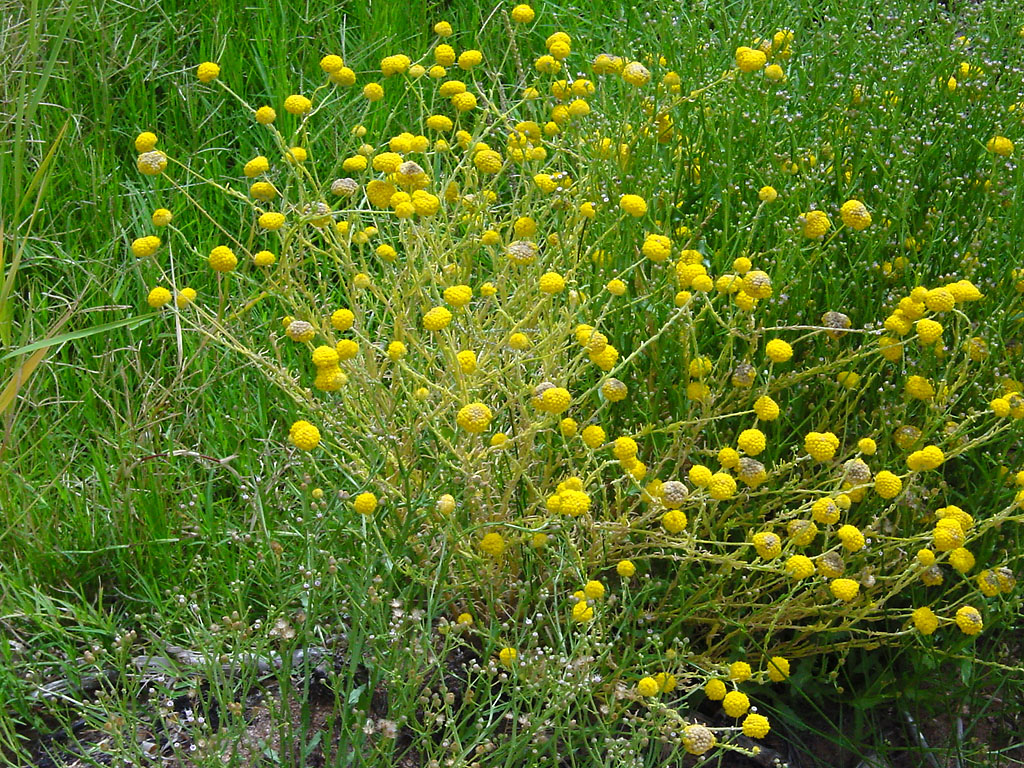
Calocephalus platycephalus

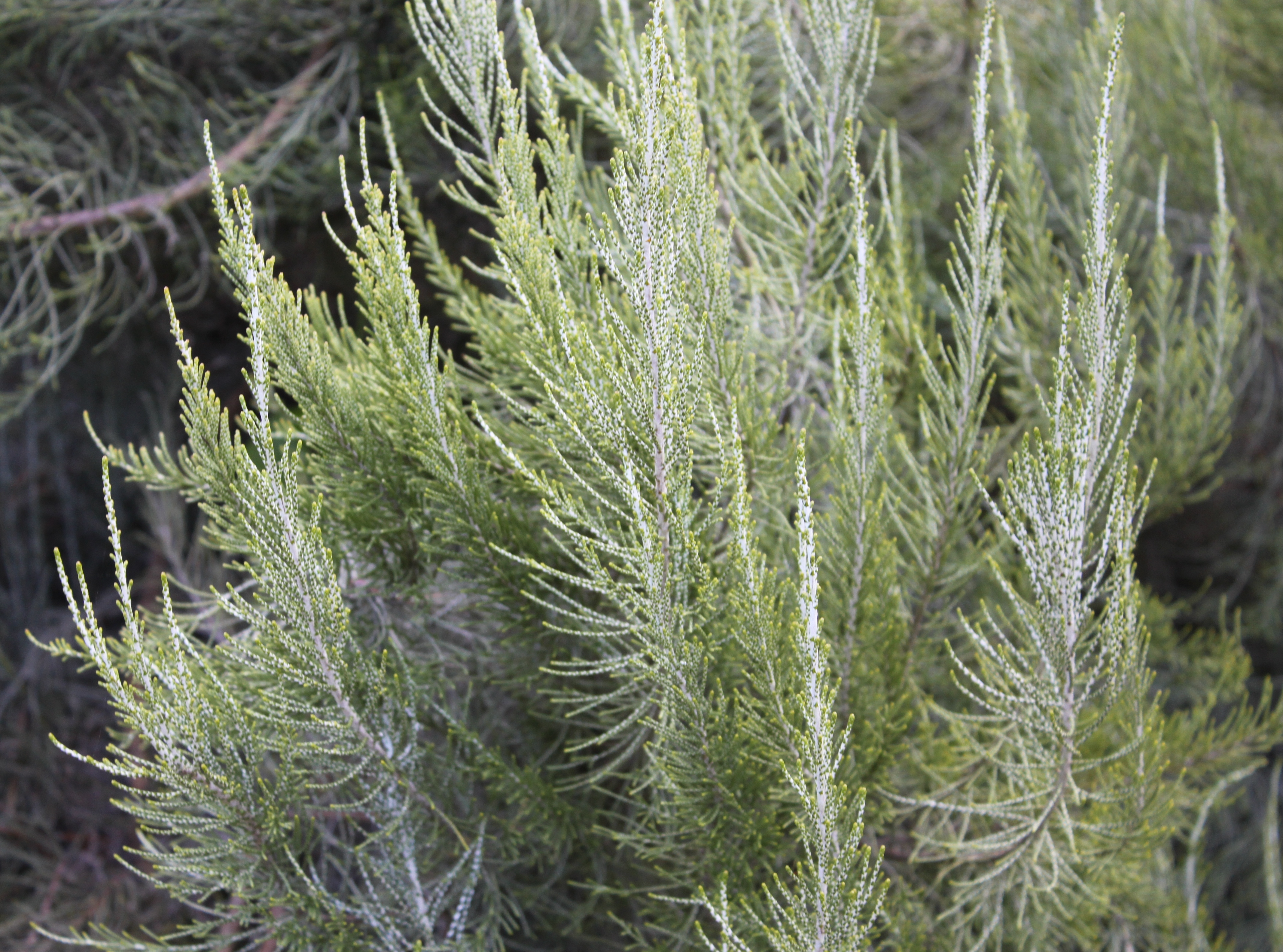
Elytropappus rhinocerotis

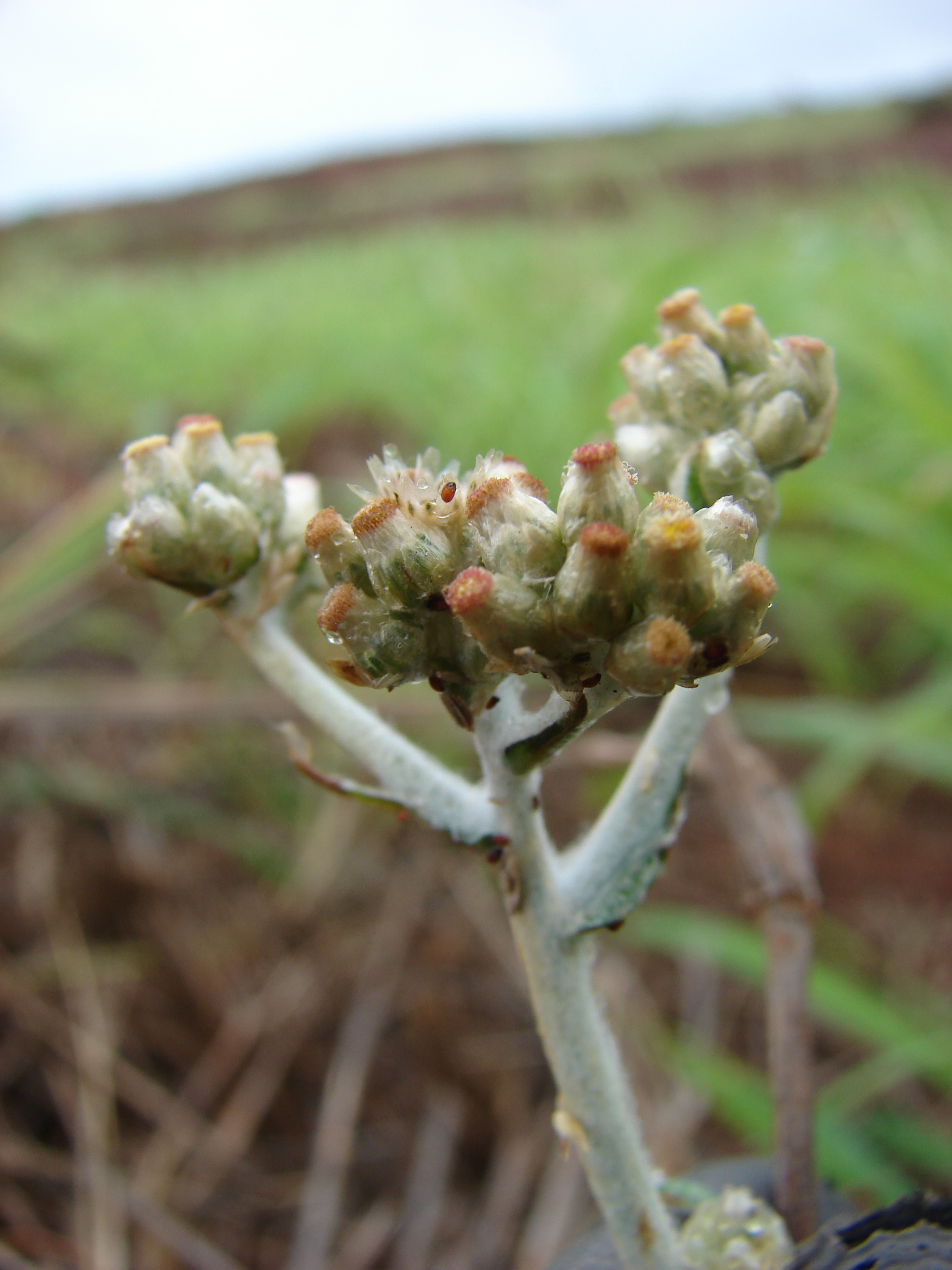
Gamochaeta purpurea

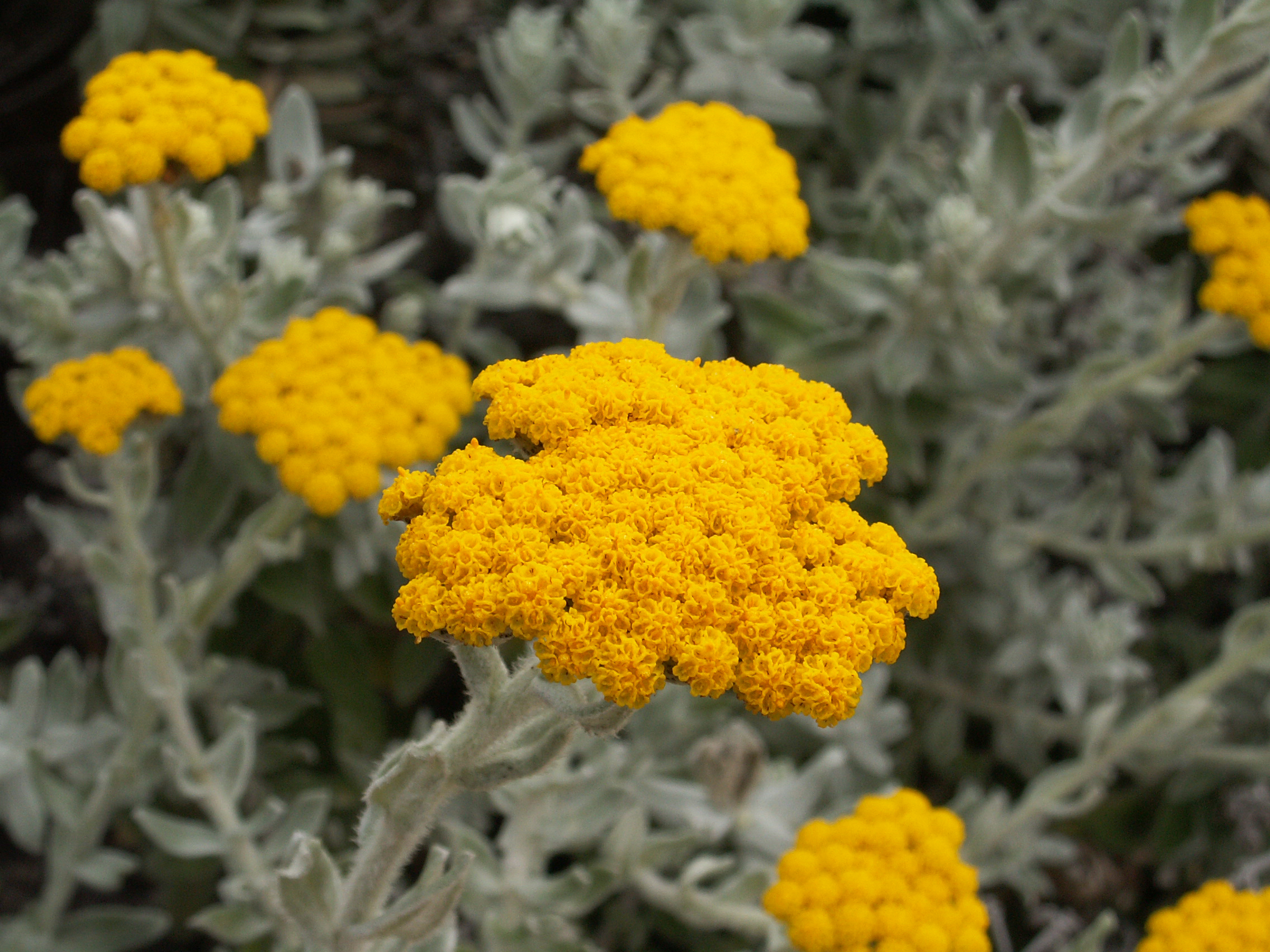
Helichrysum moeserianum

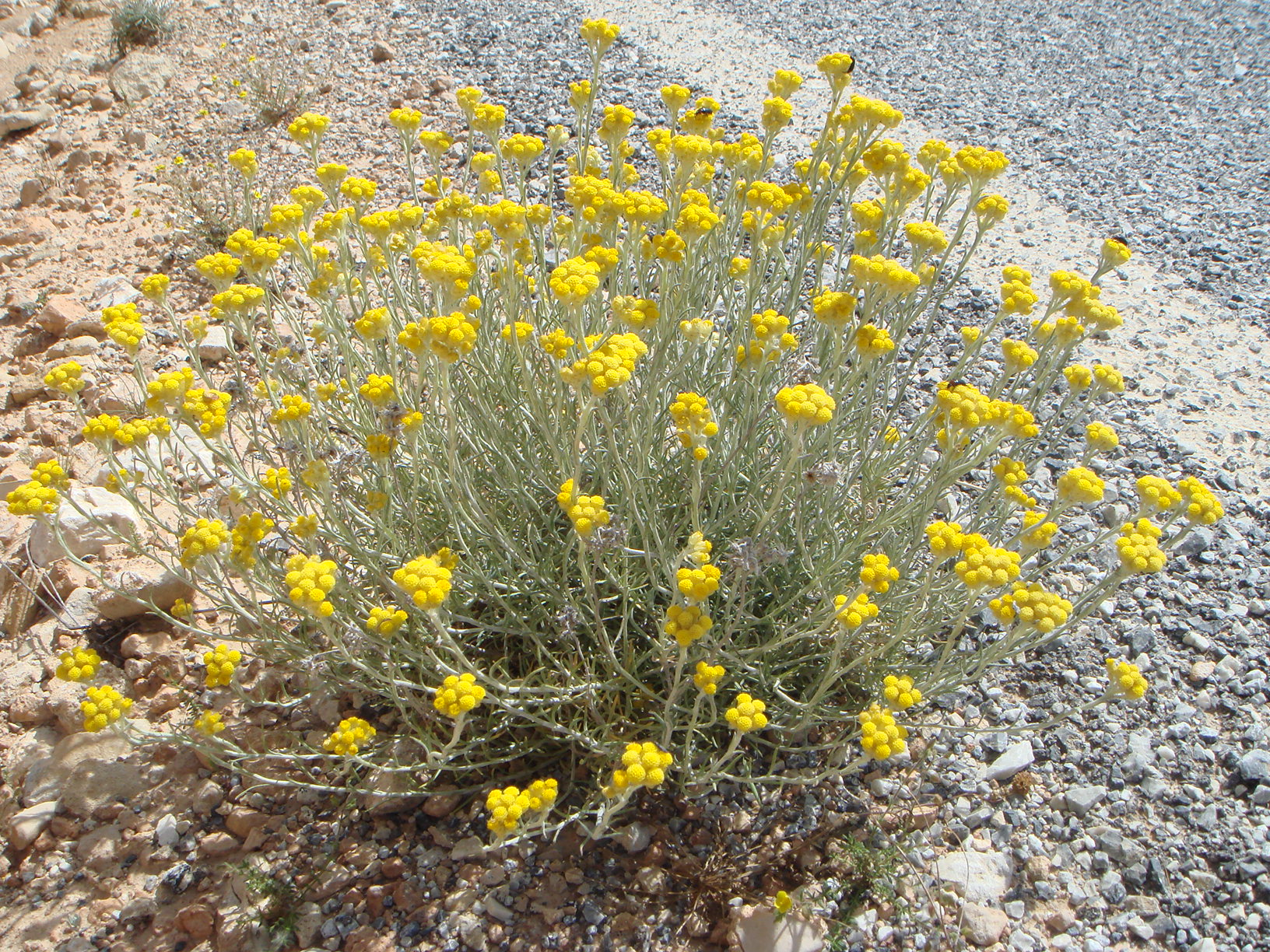
Helichrysum stoechas

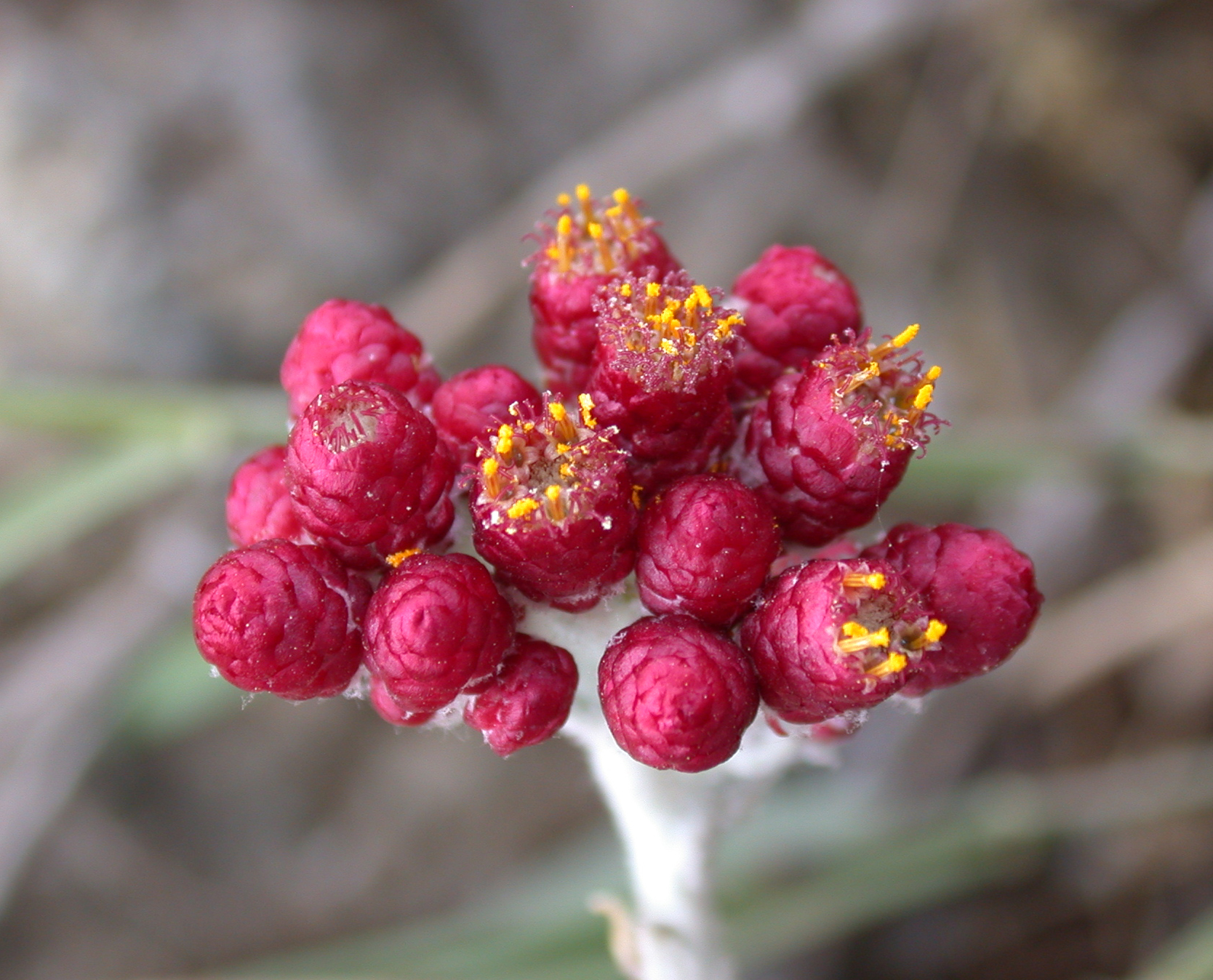
Helichrysum sanguineum

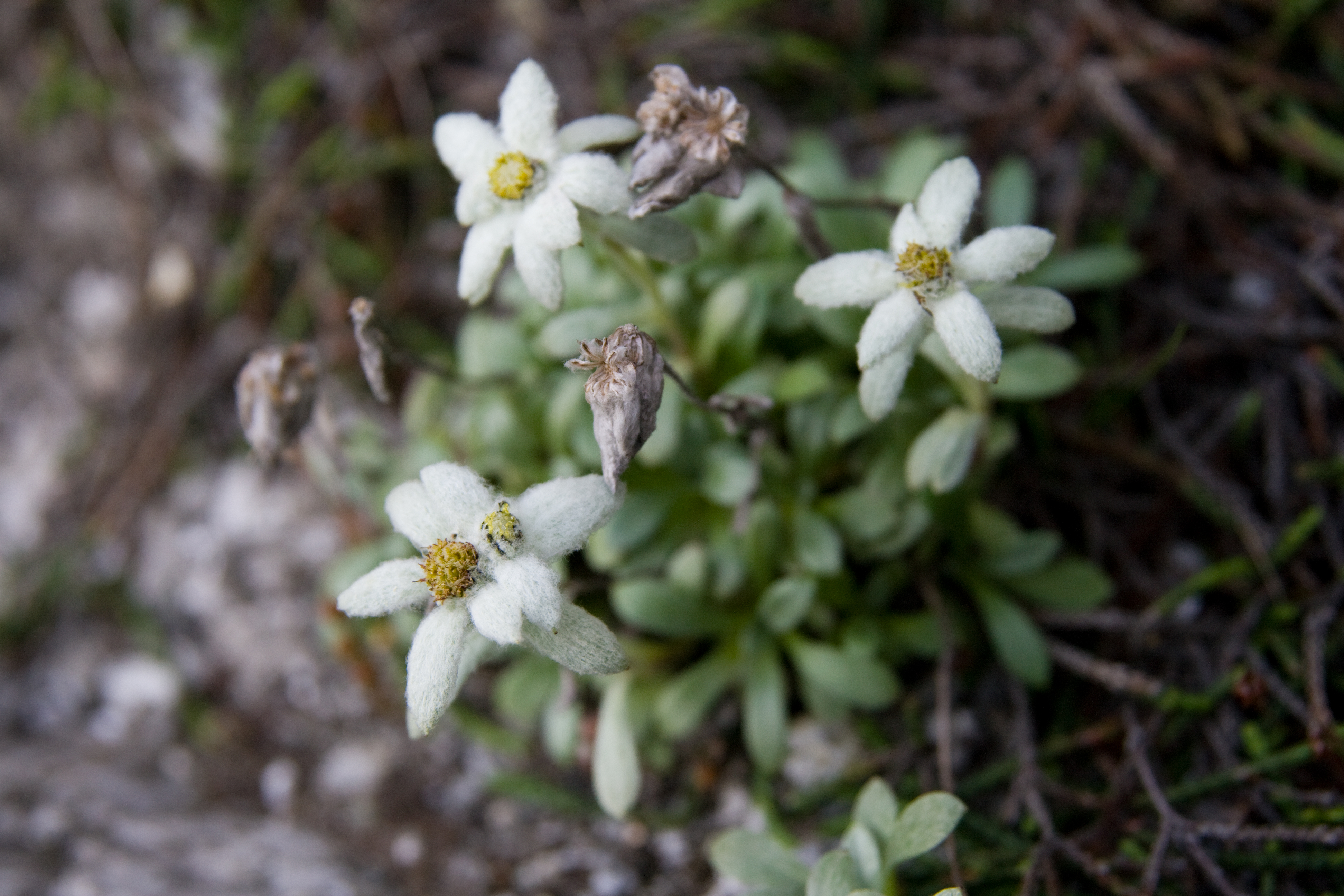
Leontopodium shinanense

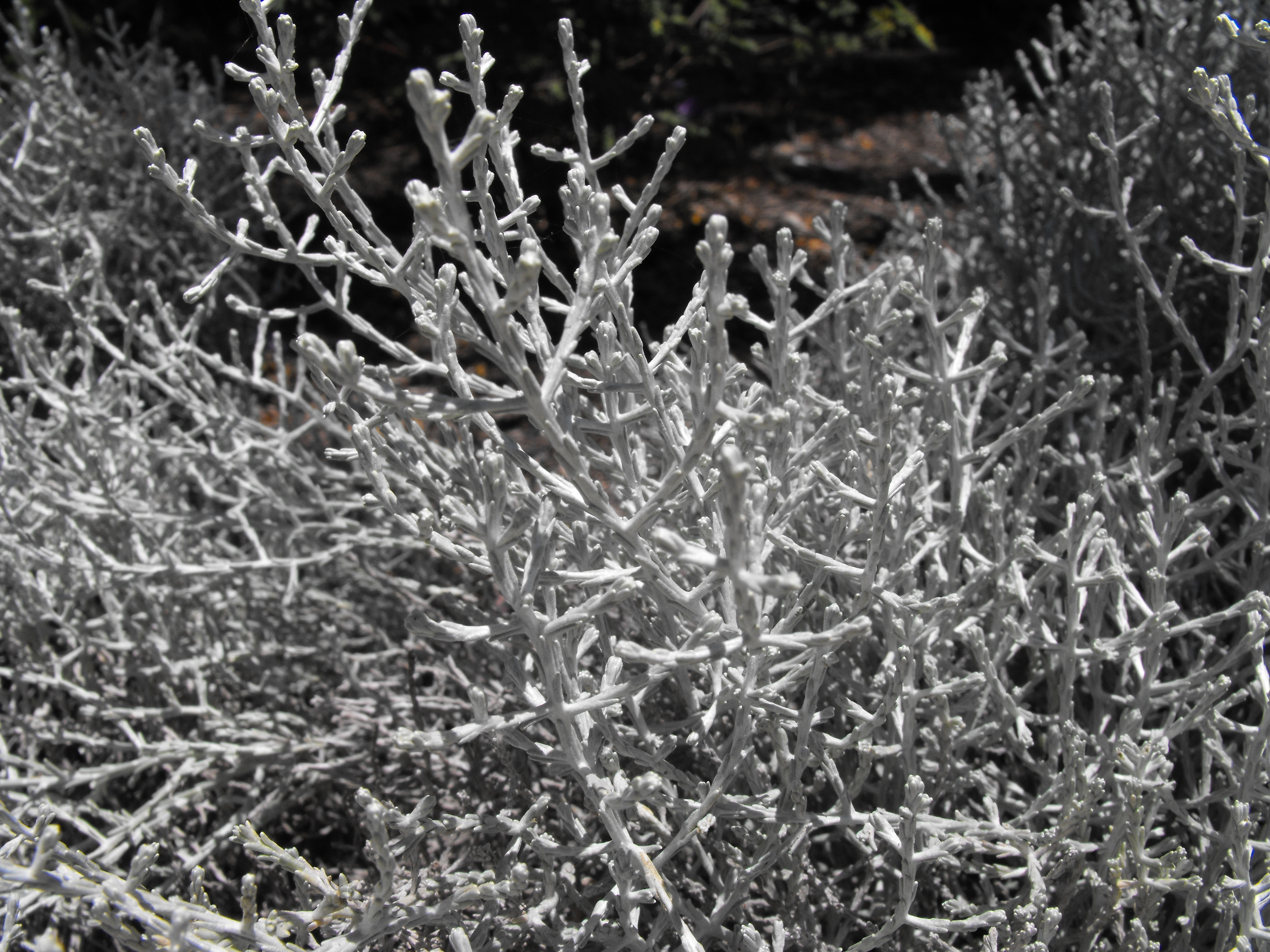
Калоцефалус Брауна (Leucophyta brownii)

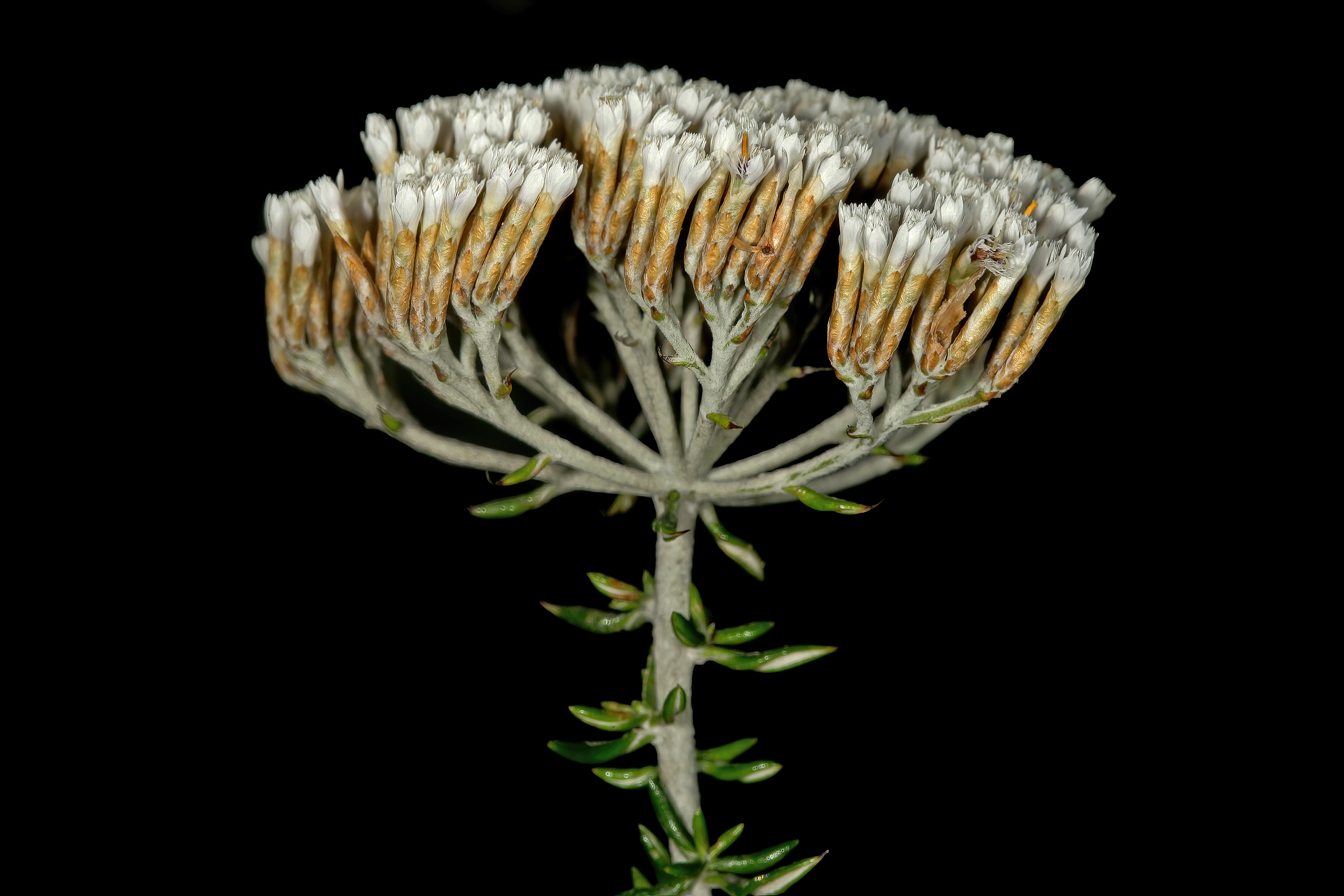
Metalasia muricata

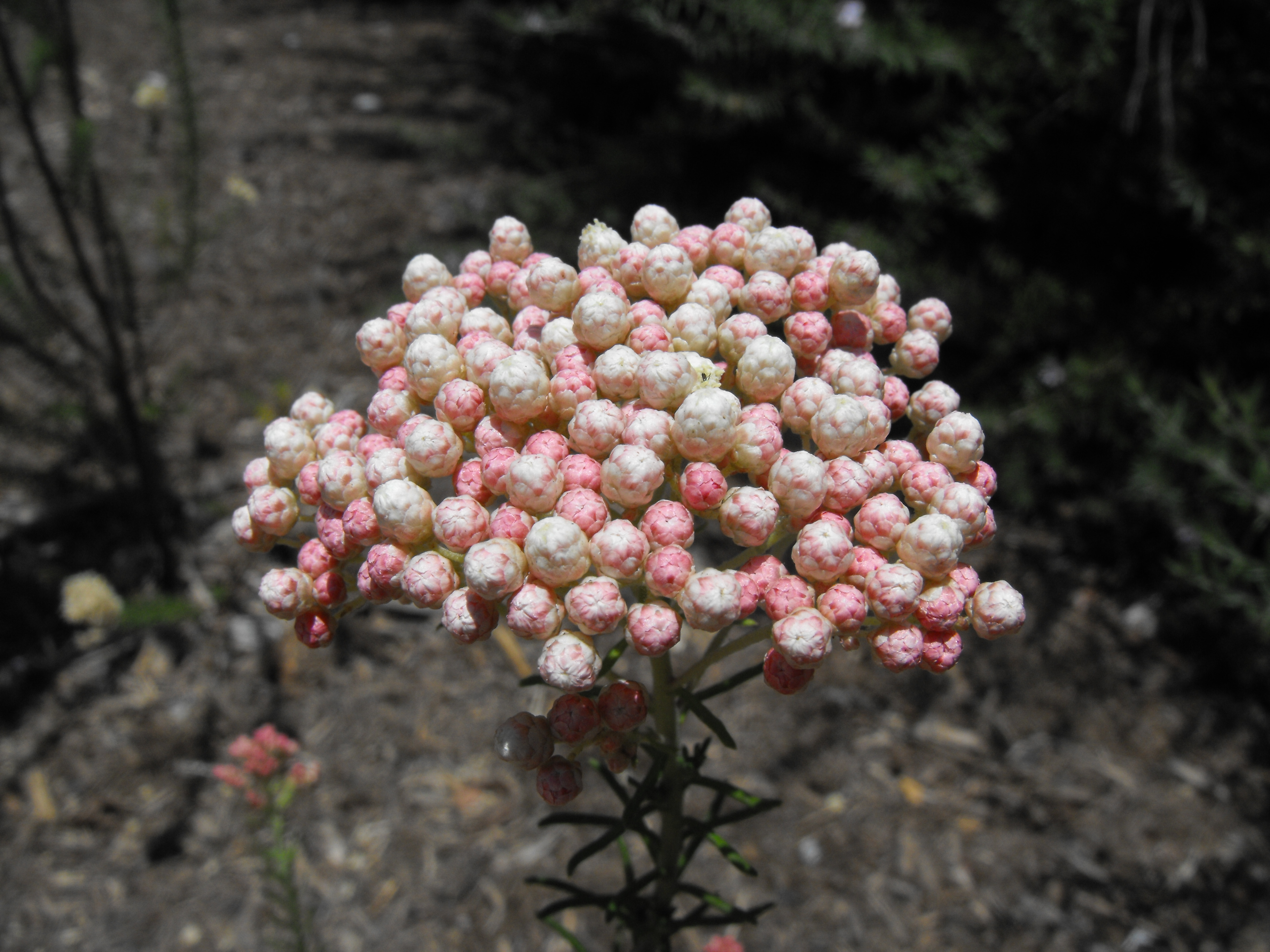
Ozothamnus diosmifolius

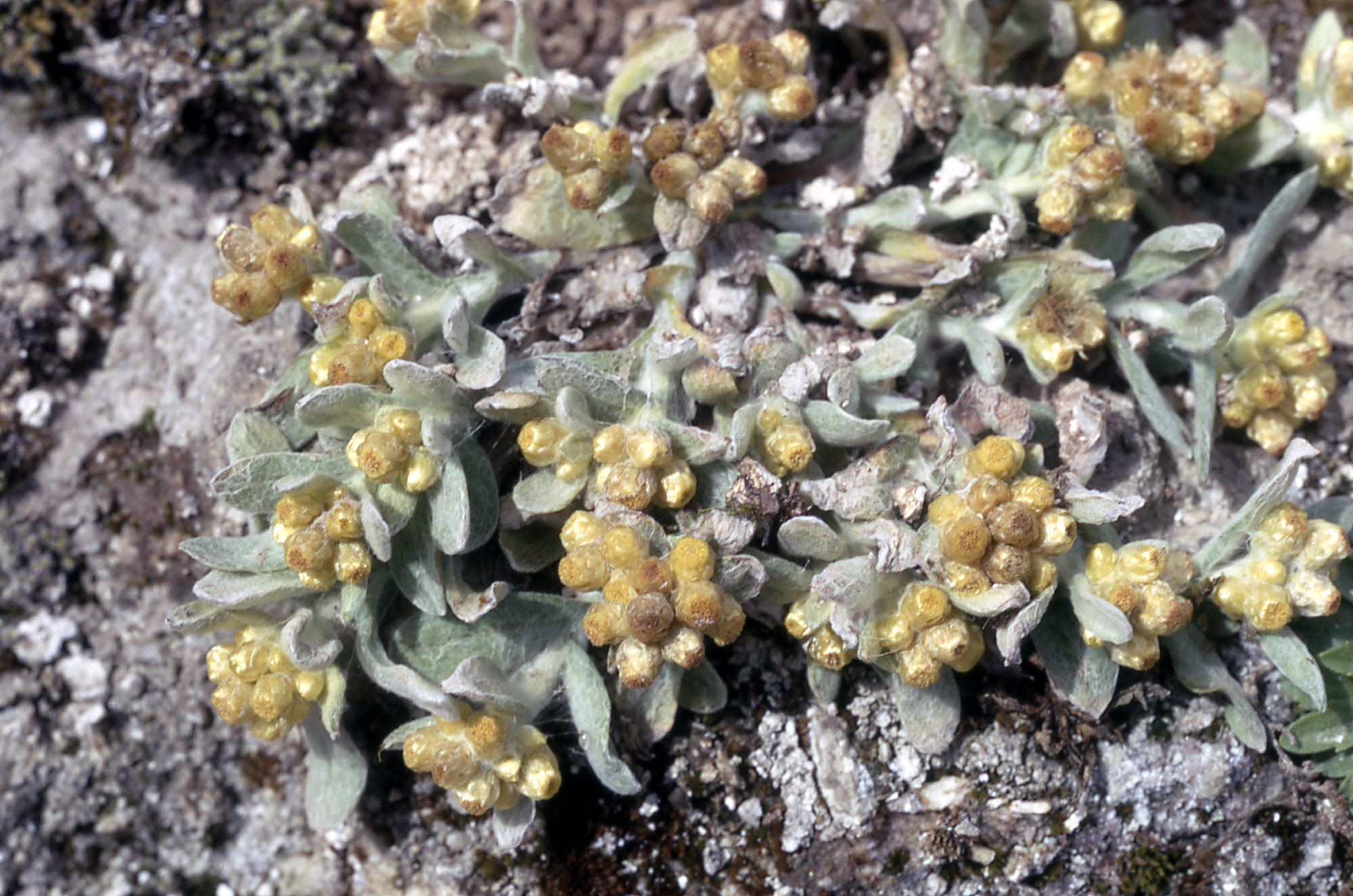
Pseudognaphalium stramineum

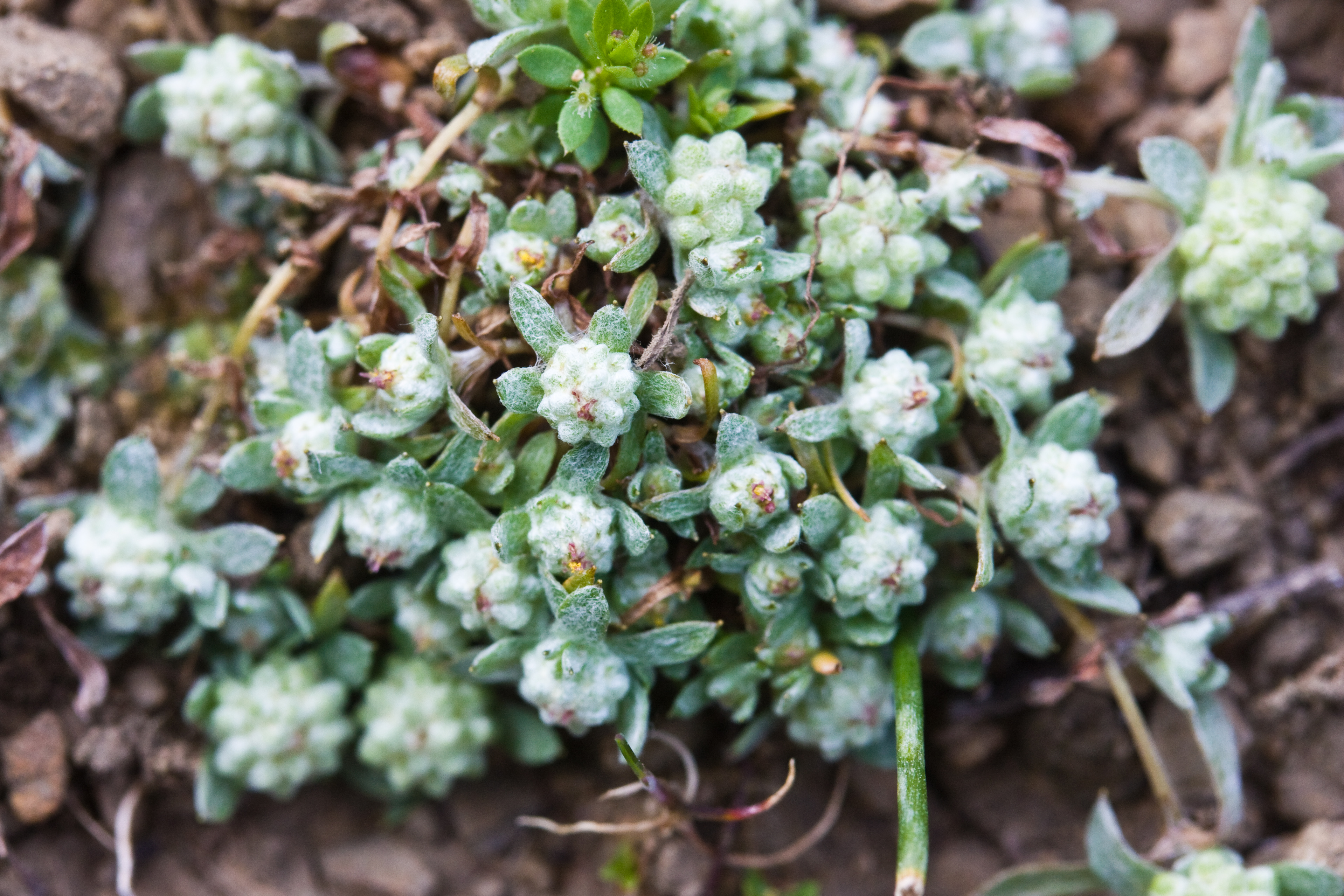
Psilocarphus tenellus

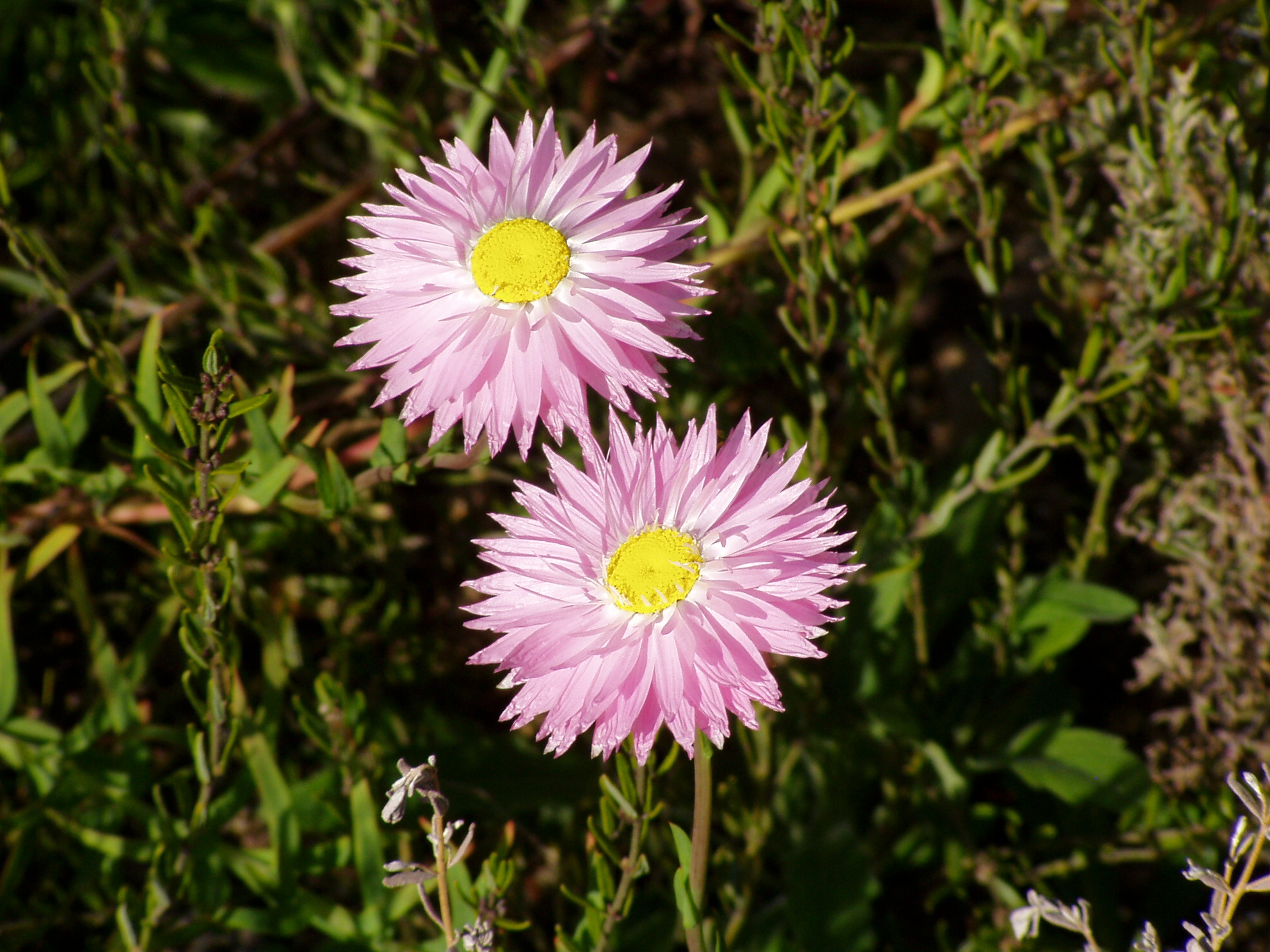
Rhodanthe chlorocephala subsp. rosea

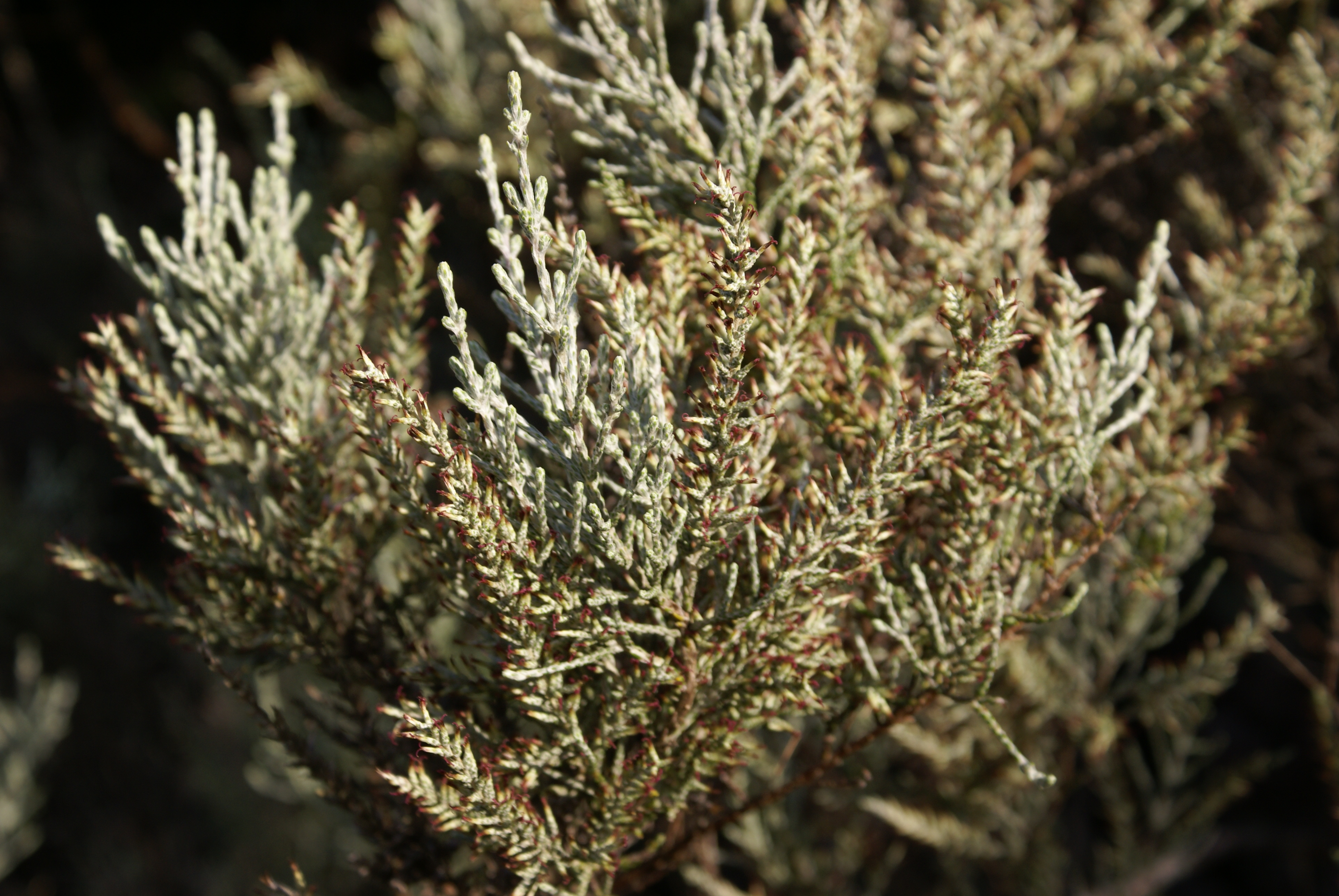
Stoebe passerinoides

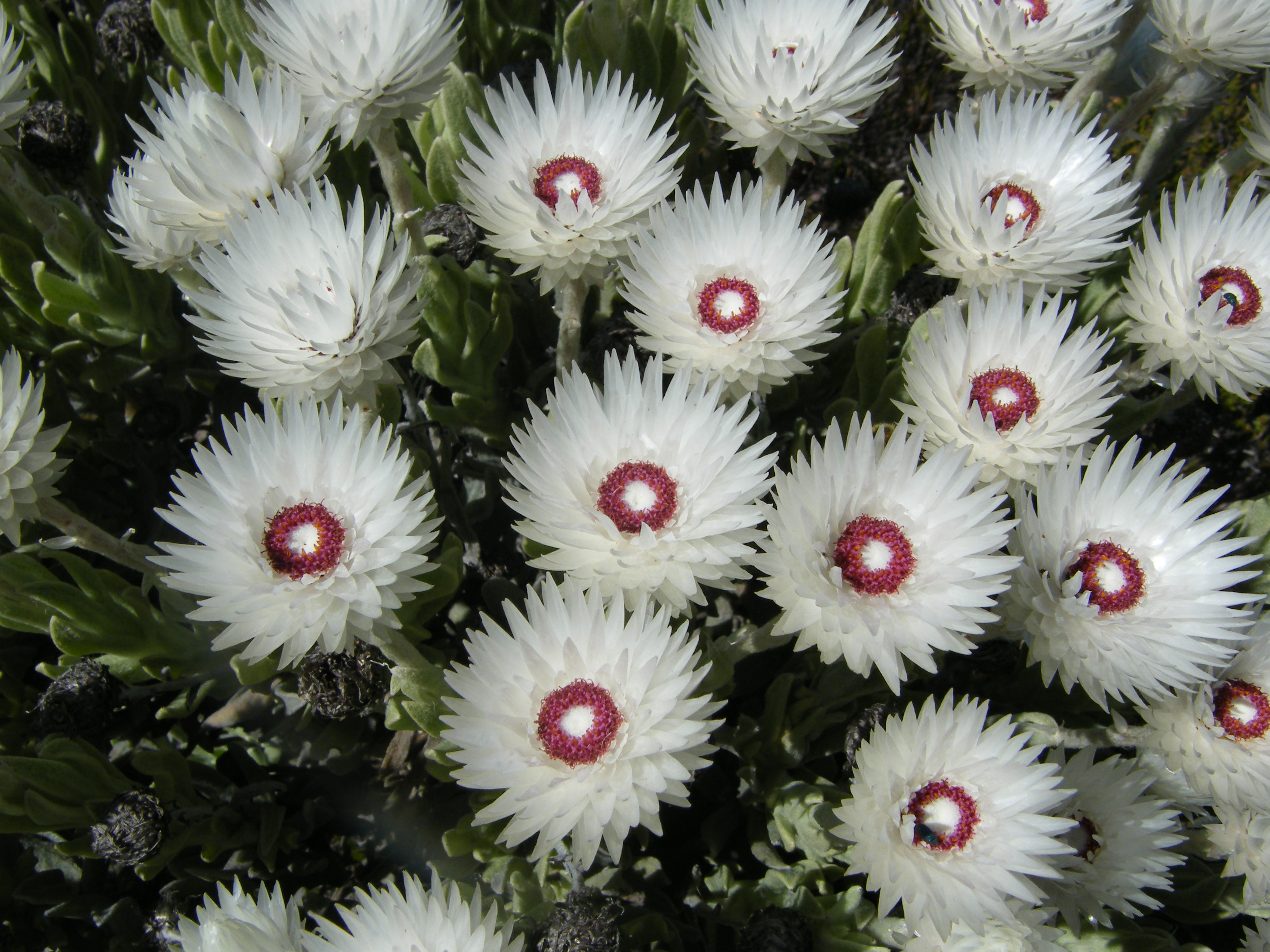
Syncarpha vestita

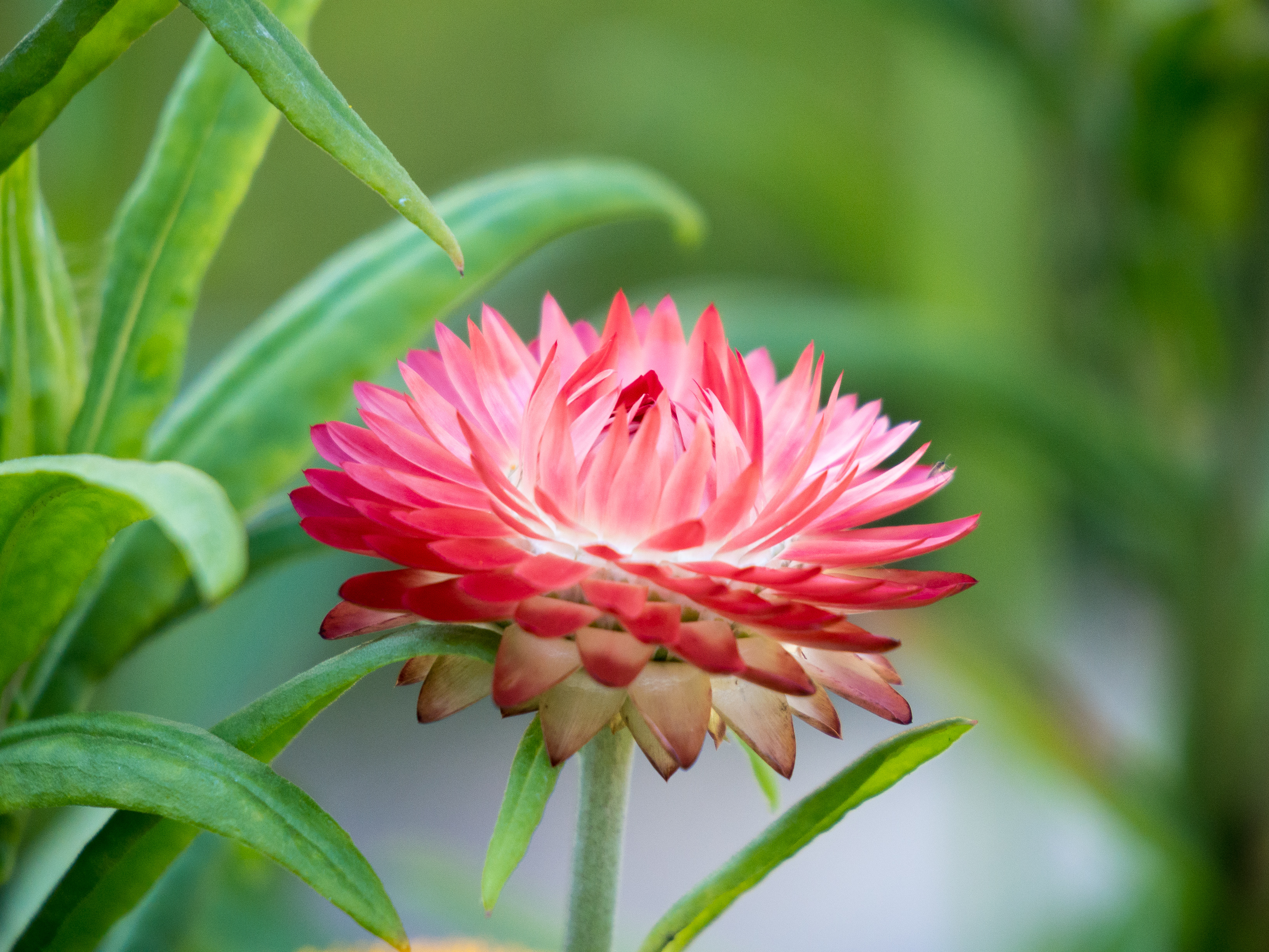
Бессмертник прицветниковый (Xerochrysum bracteatum)

Роды трибы Сушеницевые, признанные Global Compositae Database на апрель 2022:
- × Filfia Holub
- Acanthocladium F.Muell.
- Achyrocline (Less.) DC.
- Acomis F.Muell.
- Actinobole Fenzl ex Endl.
- Alatoseta Compton
- Ammobium R.Br. — Аммобиум
- Amphiglossa DC.
- Anaphalioides (Benth.) Kirp. — Анафалиоидес
- Anaphalis DC.
- Anaxeton Gaertn.
- Ancistrocarphus A.Gray
- Anderbergia B.Nord.
- Anemocarpa Paul G.Wilson
- Angianthus J.C.Wendl.
- Antennaria Gaertn. — Кошачья лапка
- Apalochlamys Cass. — Апалохламиос
- Argentipallium Paul G.Wilson
- Argyroglottis Turcz.
- Argyrotegium J.M.Ward & Breitw.
- Arrowsmithia DC.
- Asteridea  Lindl.
- Athrixia Ker Gawl.
- Atrichantha Hilliard & B.L.Burtt
- Basedowia E.Pritz.
- Bellida Ewart
- Belloa J.Rémy
- Berroa Beauverd
- Blennospora A.Gray
- Bombycilaena (DC.) Smoljan.
- Bryomorphe Harv.
- Calocephalus R.Br.
- Calomeria Vent.
- Calotesta P.O.Karis
- Cassinia R.Br.
- Castroviejoa Galbany, L.Sáez & Benedí
- Catatia Humbert
- Cephalipterum A.Gray
- Cephalosorus A.Gray
- Chamaepus Wagenitz
- Chevreulia Cass.
- Chiliocephalum Benth.
- Chionolaena DC.
- Chondropyxis D.A.Cooke
- Chryselium Urtubey & S. E. Freire
- Chrysocephalum Walp.
- Chthonocephalus Steetz
- Cladochaeta DC.
- Coronidium Paul G. Wilson
- Craspedia G.Forst. — Краспедия
- Cremnothamnus Puttock
- Cuatrecasasiella H.Rob.
- Dasyanthus Bubani
- Decazesia F.Muell.
- Diaperia Nutt.
- Dicerothamnus Koek.
- Dielitzia P.S.Short
- Disparago Gaertn.
- Dithyrostegia A.Gray
- Dolichothrix Hilliard & B.L.Burtt
- Edmondia Cass.
- Elytropappus Cass.
- Epitriche Turcz.
- Eriochlamys Sond. & F.Muell.
- Erymophyllum Paul G.Wilson
- Euchiton Cass.
- Ewartia Beauverd
- Ewartiothamnus Anderb.
- Facelis Cass.
- Feldstonia P.S.Short
- Filago Loefl.
- Fitzwillia P.S.Short
- Fluminaria N.G.Bergh
- Galeomma Rauschert
- Gamochaeta Wedd.
- Gilberta Turcz.
- Gilruthia Ewart
- Gnaphaliothamnus Kirp.
- Gnaphalium L.
- Gnephosis Cass.
- Gnomophalium Greuter
- Gratwickia F.Muell.
- Haeckeria F.Muell.
- Haegiela P.S.Short & Paul G.Wilson
- Haptotrichion Paul G.Wilson
- Helichrysopsis Kirp.
- Helichrysum Mill.
- Hesperevax (A.Gray) A.Gray
- Humeocline Anderb.
- Hyalochlamys A.Gray
- Hyalosperma Steetz
- Hydroidea P.O.Karis
- Ifloga Cass.
- Ixiolaena Benth.
- Ixodia R.Br.
- Jalcophila M.O.Dillon & Sagást.
- Lachnospermum Willd.
- Langebergia Anderb.
- Laphangium (Hilliard & B.L.Burtt) Tzvelev
- Lasiopogon Cass.
- Lawrencella Lindl.
- Leiocarpa Paul G.Wilson
- Lemooria P.S.Short
- Leontopodium (Pers.) R.Br. ex Cass. — Эдельвейс
- Lepidostephium Oliv.
- Leptorhynchos Less.
- Leucochrysum (A.Cunn. ex DC.) Paul G.Wilson
- Leucogenes Beauverd
- Leucophyta R.Br.
- Leysera L.
- Logfia Cass. — Жабник
- Loricaria Wedd.
- Lucilia Cass.
- Metalasia R.Br.
- Mexerion G.L.Nesom
- Micropsis DC.
- Micropus L.
- Millotia Cass.
- Mniodes (A.Gray) Benth. & Hook.f.
- Myriocephalus Benth.
- Myrovernix Koek.
- Neotysonia Dalla Torre & Harms
- Nestlera Spreng.
- Odixia Orchard
- Oedera L.
- Ozothamnus R.Br.
- Paenula Orchard
- Parantennaria Beauverd
- Pentatrichia Klatt
- Petalacte D.Don
- Phaenocoma D.Don
- Phagnalon Cass. — Фагналон
- Pithocarpa Lindl.
- Plecostachys Hilliard & B.L.Burtt — Плекостахис
- Podolepis Labill.
- Podotheca Cass.
- Pogonolepis Steetz
- Polycalymma F.Muell. & Sond.
- Pseudognaphalium Kirp. — Лжесушеница
- Psilocarphus Nutt.
- Pterochaeta Steetz
- Pterygopappus Hook.f.
- Pycnosorus Benth.
- Quinetia Cass.
- Quinqueremulus Paul G.Wilson
- Rachelia J.M.Ward & Breitw.
- Raoulia Hook.f. ex Raoul — Раулия
- Raouliopsis S.F.Blake
- Rhetinocarpha Paul G.Wilson & M.A.Wilson
- Rhodanthe Lindl. — Роданта
- Rhynchopsidium DC.
- Rutidosis DC.
- Schoenia Steetz
- Scyphocoronis A.Gray
- Seriphium L.
- Siemssenia Steetz
- Siloxerus Labill.
- Sinoleontopodium Y.L.Chen
- Sondottia P.S.Short
- Stenocline DC.
- Stenophalium Anderb.
- Stoebe L.
- Stuartina Sond.
- Stylocline Nutt.
- Swammerdamia DC.
- Syncarpha DC.
- Syncephalum DC.
- Taplinia Lander
- Tenrhynea Hilliard & B.L.Burtt
- Thiseltonia Hemsl.
- Tietkensia P.S.Short
- Toxanthes Turcz.
- Trichanthodium Sond. & F.Muell.
- Triptilodiscus Turcz.
- Troglophyton Hilliard & B.L.Burtt
- Vellereophyton Hilliard & B.L.Burtt
- Waitzia J.C.Wendl.
- Xerochrysum Tzvelev